# Bomba yucateca
Una bomba  es un dicho, normalmente rimado, de carácter festivo y pícaro utilizada en Yucatán. Se intercala muchas veces entre las notas de música que acompaña a las jaranas. Denotan el humor de quien las recita.
Comúnmente las "bombas" son rimas a forma de piropo o halago, recitada a la pareja de baile en el momento en que la música se detiene. Estos versos son recitados de manera improvisada y pueden ser románticos, jocosos e inclusive melosos, pero nunca groseros. En ocasiones llegan a causar risa por su composición a manera de broma o descaro.

## Composición y uso
Generalmente es una cuarteta o una redondilla octosílaba, que se dice como piropo a la mujer con quien se baila o haciendo alusión al momento que se disfruta; el baile tradicional en el que se recitan las bombas es llamado  jarana. Durante el baile una voz interrumpe la danza gritando "Bomba", entonces un bailarín recita la cuarteta; la gente responde "Bravo" (o ríe) y la música continúa.

## Ejemplos de bomba yucateca
- Del tipo pícaro:

"Quisiera ser zapatito
de tu diminuto pie,
para ver de vez en cuando
lo que el zapatito ve.
¡Bomba!"
- Del tipo romántico:

"Del cielo cayó un pañuelo
bordado con mil colores
y en la puntita decía
mestiza de mis amores
¡Bomba!"
"Hermosa flor de pitaya
Blanca flor de saramuyo 
En cualquier parte que vaya
Mi corazón es tuyo
¡Bomba!"
- En forma de broma:

"Hay sus clases de bombas:
la Rusa y la Americana,
pero es más fuerte la de mi suegra
a las cinco de la mañana.
¡Bomba!"
"Ayer al salir de misa,
Te vi muy sonriente,
Pero entre tu sonrisa
Había un frijol en tu diente.
¡Bomba!"